# ولانکولام
ولانکولام (به لاتین: Vellankulam) یک منطقهٔ مسکونی در سری‌لانکا است که در استان شمالی (سری‌لانکا) واقع شده‌است.